# غمدان الاسفل (المحويت)

تعديل مصدري - تعديل

غمدان الاسفل هي إحدى قرى عزلة بني الوليد بمديرية المحويت التابعة لمحافظة المحويت، بلغ تعداد سكانها 45 نسمة حسب تعداد اليمن لعام 2004.